# Scott Steiner
Scott Carl Rechsteiner (Bay City, 29 de Julho de 1962), mais conhecido pelo seu ring name Scott Steiner, é um lutador de wrestling profissional estadunidense. Steiner apareceu na World Championship Wrestling, WWE, Total Nonstop Action Wrestling e outras promoções, formando dupla com seu irmão mais velho Rick, na tag chamada de The Steiner Brothers.
Também fez videos no YouTube, O mais conhecido é Huh?

## Títulos e prêmios

### Wrestling amador
- National Collegiate Athletic Association
  - 1983 Division I Big 10 - fifth place
  - 1984 Division I Big 10 - runner up
  - 1985 Division I Big 10 - runner up
  - 1986 Division I Big 10 - runner up
  - 1986 Division I All American - sixth place

### Professional wrestling
- Continental Wrestling Association
  - CWA Tag Team Championship (3 vezes) – com Billy Travis (2) e Jed Grundy (1)
- Mid-Atlantic Championship Wrestling1
  - NWA Mid-Atlantic Tag Team Championship (1 vez) – com Rick Steiner
- New Japan Pro Wrestling
  - IWGP Tag Team Championship (2 vezes) – com Rick Steiner
- New Wave Pro Wrestling (Itália)
  - NWPW Heavyweight Championship (1 vez)
- Pro Wrestling America
  - PWA Tag Team Championship (1 vez) – com Rick Steiner
- Stars and Stripes Championship Wrestling
  - SSCW Heavyweight Championship (1 vez)
- United Wrestling Federation
  - UWF Rock 'n' Roll Express Championship (1 vez) – com Rick Steiner
- National Wrestling Alliance/World Championship Wrestling
  - NWA United States Tag Team Championship (1 vez) – com Rick Steiner³
  - NWA World Tag Team Championship (Mid-Atlantic version) (1 vez) - com Rick Steiner
  - WCW United States Heavyweight Championship (2 vezes)
  - WCW World Heavyweight Championship (1 vez)
  - WCW World Tag Team Championship (6 vezes) – com Rick Steiner
  - WCW World Television Championship (2 vezes)
  - NWA Pat O'Connor Memorial Tag Team Tournament vencedor em 1990 – com Rick Steiner²
- World Wrestling All-Stars
  - WWA World Heavyweight Championship (1 vez)
- World Wrestling Association (Indianapolis)
  - WWA World Heavyweight Championship(1 vez)
  - WWA World Tag Team Championship (1 vez) – com Jerry Graham, Jr [1]
- World Wrestling Federation
  - WWF Tag Team Championship (2 vezes) – com Rick Steiner
    - WWE/F United States Champion(2 vezes)
- Worldwide Wrestling Alliance
  - WWWA World Heavyweight Championship (1 vez)
- Wrestling Observer Newsletter awards
  - Tag Team of the Year award (1990) – com Rick Steiner
  - Match of the Year (1991) – Steiner Brothers vs. Hiroshi Hase e Kensuke Sasaki, WCW/New Japan Supershow
  - Best Wrestling Maneuver award (1989, 1990) – Frankensteiner
  - Five Star Match – Ric Flair, Larry Zbyszko, Barry Windham e Sid Vicious vs. Sting, Brian Pillman, Rick Steiner e Scott Steiner (WarGames match, WrestleWar)
- Total Nonstop Action Wrestling
- TNA World Tag Team Championship (2 vezs) - com Booker T 1 vez Eli Drake 1 vez
- Pro Wrestling Illustrated
  - PWI Tag Team of the Year (1990, 1993) - com Rick Steiner
  - PWI Botcher of the Year (2003)